# Fuppushi
Fuppushi (jap. 風不死岳 Fuppushi-dake) – nieaktywny stratowulkan o wysokości 1102 m n.p.m. w północnej Japonii, na południowo-zachodnim krańcu wyspy Hokkaido. 
Jest jednym z wulkanów otaczających jezioro Shikotsu, leży blisko wulkanu Tarumae. Zarówno Fuppushi, jak i pobliskie wulkany oraz jezioro są częścią Parku Narodowego Shikotsu-Tōya. W jego pobliżu leżą między innymi miasta Tomakomai i Chitose, z których wulkan jest dobrze widoczny.
Nie odnotowano potwierdzonych erupcji tego wulkanu.

## Galeria

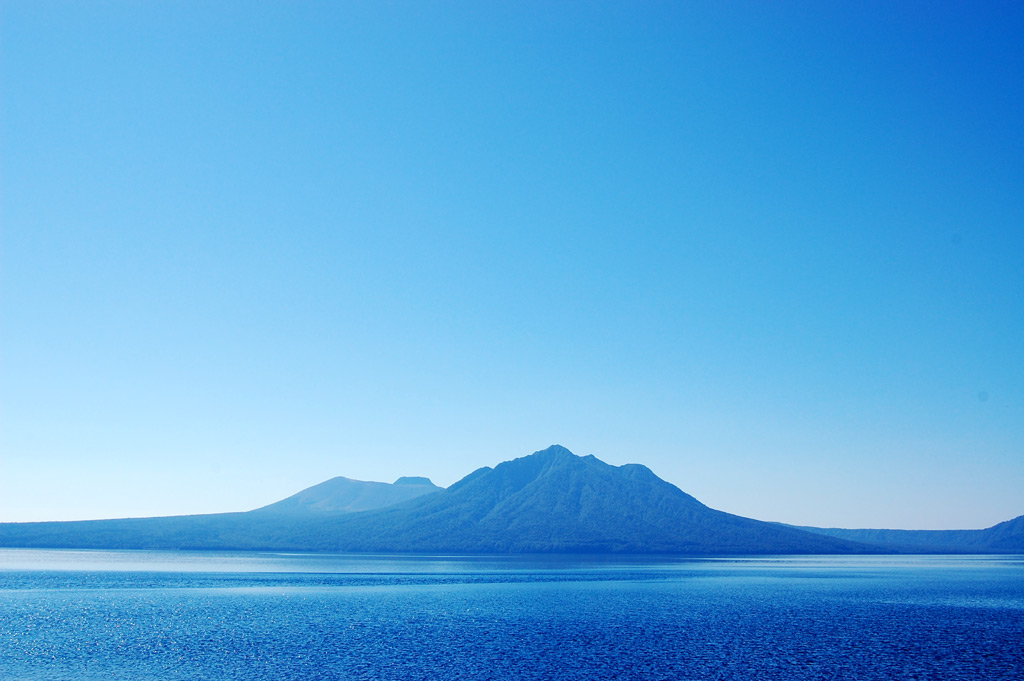
Widok z jeziora Shikotsu na Fuppushi (po prawej) Tarumae (po lewej)
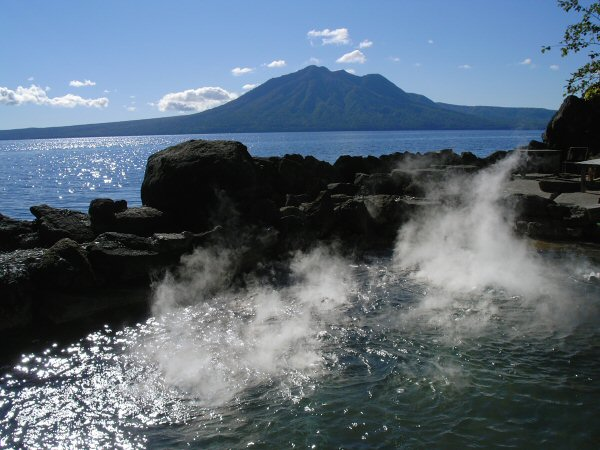
Widok Fuppushi z onsenu